# استفتاء استقلال البوسنة والهرسك 1992
استفتاء استقلال البوسنة 1992 عقد الاستفتاء على الاستقلال في البوسنة والهرسك في الفترة بين 29 فبراير و1 مارس 1992، بعد أول انتخابات حرة عام 1990، وبعد تصاعد التوترات العرقية التي أدت إلى تفكك يوغوسلافيا، كان الاستقلال محبذ بقوة من قبل مسلمي البوسنة وكروات البوسنة، في حين قاطع صرب البوسنة إلى حد كبير الاستفتاء، وجائت نسبة الناخبين المسجلين 63.4٪، منهم 99.7٪ صوتوا من أجل استقلال البوسنة والهرسك، وفي يوم 3 مارس أعلن الرئيس البوسني علي عزت بيغوفيتش أن البوسنة والهرسك جمهورية مستقلة وصدق البرلمان على النتيجة، وفي يوم 6 ابريل اعترفت الولايات المتحدة الأمريكية والسوق الأوروبية المشتركة بالبوسنة والهرسك كدولة مستقلة، وفي يوم 22 مايو دخلت البوسنة والهرسك الأمم المتحدة.

## الخلفية
في نوفمبر 1990 أجريت أول انتخابات حرة ووضعت الأحزاب القومية في السلطة بثلاثة أحزاب. كان هؤلاء هم حزب العمل الديمقراطي بقيادة علي عزت بيغوفيتش والحزب الديمقراطي الصربي بقيادة رادوفان كاراديتش والاتحاد الديمقراطي الكرواتي بقيادة ستيفان كيويتش. تم انتخاب عزت بيغوفيتش رئيسا لمجلس رئاسة البوسنة والهرسك. جوري بيليفان من الاتحاد الديمقراطي الكرواتي تم انتخابه رئيسا لمجلس وزراء البوسنة والهرسك. تم انتخاب مومشيلو كراجيشنيك من الحزب الديمقراطي الصربي رئيسا لبرلمان البوسنة والهرسك.
طوال عام 1990 تم تطوير خطة رام من قبل مجموعة من الضباط الصرب في جيش يوغوسلافيا الشعبي وخبراء من قسم العمليات النفسية بجيش يوغوسلافيا الشعبي لتنظيم الصرب خارج صربيا وتعزيز السيطرة على الحزب الديمقراطي الصربي وإعداد الأسلحة والذخيرة. في عامي 1990 و 1991 أعلن الصرب في كرواتيا والبوسنة والهرسك عدد من الأوبلاست الصربية المتمتعة بالحكم الذاتي لتوحيدهم فيما بعد لإنشاء صربيا الكبرى. في وقت مبكر من سبتمبر أو أكتوبر 1990 كان جيش يوغوسلافيا الشعبي قد بدأ في تسليح صرب البوسنة وتنظيمهم في الميليشيات. في نفس العام قام جيش يوغوسلافيا الشعبي بنزع سلاح قوة الدفاع الإقليمية لجمهورية البوسنة والهرسك. بحلول مارس 1991 وزع جيش يوغوسلافيا الشعبي ما يقدر بـ 51900 سلاح ناري على القوات شبه العسكرية الصربية و 23298 سلاح ناري على الحزب الديمقراطي الصربي. طوال عام 1991 وأوائل عام 1992 قام الحزب الديمقراطي الصربي بصربنة قوة الشرطة بشدة من أجل زيادة السيطرة السياسية الصربية. وفقا لنويل مالكوم فإن «الخطوات التي اتخذها كاراديتش وحزبه - [إعلان للصرب] مناطق الحكم الذاتي وتسليح السكان الصرب والحوادث المحلية الصغيرة والدعاية المستمرة وطلب» حماية«الجيش الفيدرالي - تطابق تماما ما تم إجراؤه في كرواتيا. وقد يشك قلة من المراقبين في أن خطة واحدة كانت قيد التنفيذ».
في جلسة عقدت في 15 أكتوبر 1991 أقر البرلمان البوسني الذي انزعج من وجود خطة رام «مذكرة حول السيادة» من خلال استخدام حركة برلمانية لإعادة فتح البرلمان بعد أن أغلقه كراجيشنيك وبعد نواب الصرب. في 24 أكتوبر 1991 شكل الحزب الديمقراطي الصربي جمعية جمهورية صرب البوسنة الوطنية وفي نوفمبر أجرى استفتاء حول البقاء داخل يوغوسلافيا. وفي الوقت نفسه أصدر «تعليمات لتنظيم وأنشطة أجهزة الشعب الصربي في البوسنة والهرسك في ظروف الطوارئ» التي طلبت من مسؤولي الحزب الديمقراطي الصربي تشكيل المجالس البلدية الصربية وموظفي الأزمات وتأمين الإمدادات للصرب وإنشاء شبكات الاتصالات. في يناير 1992 أعلن المجلس إنشاء جمهورية صرب البوسنة وانفصالها. أعلنت الحكومة البوسنية أن الاستفتاء كيان غير دستوري وأعلن نفسه كيان غير معترف به دوليا.

## الاعتراف بالبوسنة والهرسك
في أواخر ديسمبر 1991 طلب السياسيون البوسنيون والكروات من الجماعة الاقتصادية الأوروبية الاعتراف بالبوسنة والهرسك مع سلوفينيا وكرواتيا ومقدونيا كدول ذات سيادة. رفضت لجنة التحكيم لمؤتمر السلام حول يوغوسلافيا التي أنشأتها الجماعة الاقتصادية الأوروبية في البداية الاعتراف بالبوسنة والهرسك بسبب «عدم إجراء استفتاء» بينما قررت (من بين أمور أخرى) أن يوغوسلافيا كانت في طور الانحلال والحدود الداخلية لجمهورياتها لا يمكن تغييرها دون اتفاق. في يناير 1992 قضت الجماعة الاقتصادية الأوروبية بأن «إرادة شعوب البوسنة والهرسك في تشكيل جمهورية البوسنة والهرسك الاجتماعية كدولة ذات سيادة ومستقلة لا يمكن اعتبارها قد ترسخت بالكامل» واقترحت «استفتاء لجميع مواطني البوسنة والهرسك دون تمييز ولا يمكن عقد هذا بشكل طبيعي لأن السلطات الصربية منعت شعبهم من المشاركة». في ذلك الشهر أصدر سلوبودان ميلوشيفيتش أمر سري بنقل جميع ضباط جيش يوغوسلافيا الشعبي المولودين في البوسنة والهرسك إلى جمهورية صربيا الاشتراكية وتجنيدهم في جيش صرب البوسنة الجديد. في 23 يناير قال رئيس مجلس وزراء الجماعة الاقتصادية الأوروبية جواو ديوس بينيرو أن الجماعة الاقتصادية الأوروبية ستعترف بالبوسنة والهرسك إذا تمت الموافقة على استفتاء على الاستقلال.
في 25 يناير عُقدت مناقشة حول الاستفتاء في البرلمان وانتهت عندما انسحب نواب الصرب بعد أن رفض المندوبون البوسنيون والكرواتي اقتراح صربي يقرره مجلس المساواة الوطنية الذي لم يتم تشكيله بعد. بعد أن حاول مومشيلو كراجيشنيك تأجيل الجلسة تم استبداله بعضو حزب العمل الديمقراطي وتم اعتماد اقتراح إجراء استفتاء في غياب الحزب الديمقراطي الصربي. نظرا لأن الاستفتاء كان يهدف إلى تغيير وضع البوسنة والهرسك من دولة اتحادية ليوغوسلافيا إلى دولة ذات سيادة فقد انتهك دستور يوغوسلافيا (نظرا لأن جمعية جمهورية البوسنة والهرسك الاشتراكية لم يكن لها اختصاص وتجاوزت سلطاتها). وفقا للدستور اليوغوسلافي كان تغيير حدود يوغوسلافيا مستحيل دون موافقة جميع الجمهوريات. كان الاستفتاء غير دستوري أيضا من حيث دستور جمهورية البوسنة والهرسك الاشتراكية. أنشأ تعديل للدستور مجلس مكلف بممارسة الحق في المساواة بين دول وقوميات البوسنة والهرسك. اقتراح إجراء استفتاء على «وضع البوسنة والهرسك» كان مطلوب أن ينظر فيه المجلس لأن مثل هذا الاستفتاء أثر بشكل مباشر على «مبادئ المساواة بين الأمم والقوميات».
صوّت مواطنو جمهورية البوسنة والهرسك الاشتراكية لصالح الاستقلال في الاستفتاء الذي أُجري في 29 فبراير و 1 مارس 1992. تم تفضيل الاستقلال بقوة من قبل البوسنيين المسلمين والكروات بينما قاطع صرب البوسنة والهرسك إلى حد كبير الاستفتاء أو منعت سلطات صرب البوسنة من المشاركة. وفقا للحزب الاشتراكي الديمقراطي سيؤدي الاستقلال إلى أن يصبح الصرب «أقلية قومية في دولة إسلامية». منعت تسليم صناديق الاقتراع بوحدات مسلحة غير نظامية وألقت منشورات تشجع على المقاطعة على الرغم من أن آلاف الصرب في المدن الكبرى صوتوا لصالح الاستقلال. ووقعت تفجيرات وإطلاق نار طوال فترة التصويت. بلغت نسبة إقبال الناخبين 63.4% منهم 99.7% صوتوا لصالح الاستقلال. ومع ذلك فشل الاستفتاء في الحصول على أغلبية الثلثين المطلوبة دستوريا حيث شارك 63.4% فقط من الناخبين المؤهلين. في 3 مارس أعلن علي عزت بيغوفيتش استقلال جمهورية البوسنة والهرسك وصدق البرلمان البوسني على هذا الإجراء.

اعتمد العلم من قبل جمهورية البوسنة والهرسك.

في 4 مارس حث وزير الخارجية الأمريكي جيمس بيكر الجماعة الاقتصادية الأوروبية على الاعتراف بالبوسنة والهرسك وفي 6 مارس طلب عزت بيغوفيتش الاعتراف الدولي. في 10 مارس وافق إعلان مشترك بين الولايات المتحدة والجماعة الاقتصادية الأوروبية على الاعتراف بسلوفينيا وكرواتيا. كما وافقت على وجوب الاعتراف بمقدونيا والبوسنة والهرسك إذا «اعتمدت البوسنة والهرسك دون تأخير ترتيبات دستورية من شأنها أن توفر تنمية سلمية ومتناغمة لهذه الجمهورية داخل حدودها الحالية». في 7 أبريل قامت الأمم المتحدة والدول والجماعة الاقتصادية الأوروبية بالاعتراف بالبوسنة والهرسك كدولة مستقلة كما اعترف أعضاء آخرون في المجتمع الدولي بالبلاد في أوائل أبريل. في ذلك اليوم أعلن زعماء صرب البوسنة الاستقلال وأعادوا تسمية كيانهم المعلن باسم جمهورية صرب البوسنة. في 12 مايو اعتمد مجلس صرب البوسنة «ستة أهداف إستراتيجية للأمة الصربية» وقال رادوفان كاراديتش: «الهدف الأول من هذا القبيل هو فصل المجتمعين الوطنيين - فصل الدول والانفصال عن أولئك الذين هم أعداؤنا والذين استخدموا كل فرصة خاصة في هذا القرن لمهاجمتنا والذين سيستمرون في تلك الممارسات إذا كنا سنبقى معا في نفس الحالة». في 22 مايو تم قبول البوسنة والهرسك في الأمم المتحدة.

## النتائج
| الخيار                      | الأصوات   | %     |
| --------------------------- | --------- | ----- |
| نعم                         | 2,061,932 | 99.71 |
| لا                          | 6,037     | 0.29  |
| أصوات غير صالحة / فارغة     | 5,227     | –     |
| المجموع                     | 2,073,568 | 100   |
| الناخبون المسجلون / الاقبال | 3,253,847 | 63.73 |
| المصدر: نوهلين وستوفر       |           |       |

## فيما بعد

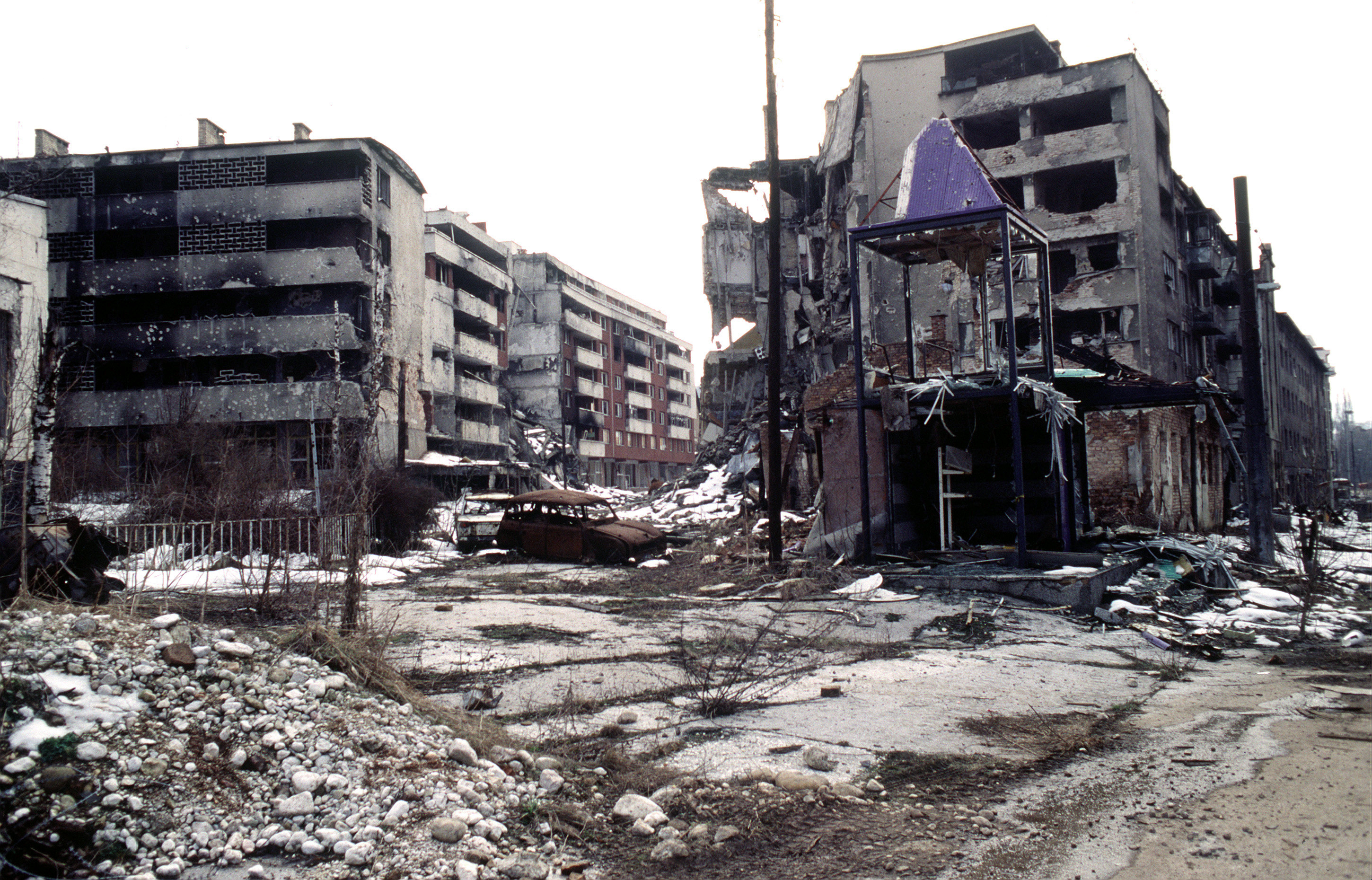
المباني السكنية التي لحقت بها أضرار جسيمة في منطقة غربافيتشا في سراييفو.

في غضون شهر من الاعتراف بدأ حصار سراييفو وفي ذلك الوقت سيطر جيش جمهورية صرب البوسنة التابع لجمهورية صرب البوسنة على 70٪ من البوسنة والهرسك. تم دعم جيش جمهورية صرب البوسنة من قبل يوغوسلافيا والجيش البوسني من قبل جمهورية كرواتيا المنشأة حديثا بالإضافة إلى الدولة البدائية غير المعترف بها الجمهورية الكرواتية في البوسنة والهرسك.
استمرت الحرب لمدة ثلاث سنوات مع أكثر من 100000 ضحية في المجموع. أثارت مذابح بيلينا وسربرنيتسا وماركالي تغطية إعلامية واسعة النطاق ولفتت الانتباه إلى الصراع.